# Вертелецький Володимир Євгенович
Вертеле́цький Володимир Євгенович (нар. 28 липня 1936, Рівне, яке на той час відносилась до Польщі) — педіатр, медичний генетик, професор медичної генетики і педіатрії (почесний професор, Університет Південної Алабами, США). Заснував популяційну систему моніторингу вроджених вад в штаті Алабама, США, яка стала зразком для створення подібної системи в Україні.

## Життєпис
У дитинстві, під час Другої Світової Війни, родина Вертелецьких емігрувала з Польщі до Швейцарії, та, згодом, до Аргентини. Після отримання медичної освіти емігрував до Сполучених Штатів.

## Освіта та кар'єра
Під час Другої Світової Війни отримував початкову освіту в школах Європи та Аргентини. Після закінчення середньої школи вивчав медицину на Медичному факультеті Університету Буенос-Айреса, Аргентина. Післядипломну освіту здобував у лікарні Муніц, Буенос-Айрес, Аргентина (1961—1962) та лікарні Сент-Луїс Діконес, Сент-Луїс, Місурі, США (ротаційна інтернатура) (1963); Університет Вашингтона — Дитяча лікарня Сент-Луїса, Сент-Луїс, Місурі, США (резидентура з педіатрії) (1964—1966); Гарвардський університет, Школа медицини Бостонської дитячої лікарні, Бостон, Массачусетс, США (спеціалізація з клінічної генетики) (1966—1968). Інструктор з педіатрії, Гарвардська медична школа/Медичний центр дитячої лікарні, Бостон, Массачусетс, США (1968—1969). Старший хірург, Служба громадського здоров'я США при Національному інституті раку, Відділення епідеміології, Бесезда, Меріленд, США (1969—1972). Доцент (1972) (із подальшим підвищенням до Старшого дослідника (1973—1974)) педіатрії та патології, Медичний університет Чарльстона, Чарльстон, Південна Кароліна, США; професор і завідувач Кафедри медичної генетики Медичного коледжу Університету Південної Алабами, Мобіл, Алабама, США (1974—2010) (станом на грудень 2017 р. — почесний професор). Директор Програми моніторингу порушень розвитку Міжнародного благодійного фонду «ОМНІ-Мережа для дітей» в Україні (1999-), включно із CIFASD (спільна ініціатива Національного інституту зловживання алкоголю та алкоголізму (NIAAA) США з порушень фетального алкогольного спектру (ПФАС), запроваджена в тому числі в Україні).

## Відзнаки та нагороди
Член-кореспондент Академії медицини, Буенос-Айрес, Аргентина (1992). Іноземний член Національної академії наук, Україна (2003). Почесний доктор Національного університету «Києво-могилянська академія», Україна (2003) та Львівського національного медичного університету, Україна (2010).
- 1974 — Особлива відзнака, Чотирнадцятий міжнародний конгрес з педіатрії, Буенос-Айрес, Аргентина;
- 1988 — Відзнака, Південно-східна регіональна генетична група (SERGG);
- 1990 — Гуманітарна нагорода, Асоціація неповносправних громадян м. Мобил;
- 1991 — Номінація, Медаль Ківаніс за світові досягнення;
- 1996 — Нагорода «Професіонал року», Офіс штату Алабама, Асоціація неповносправних громадян Алабами;
- 1997, 2004, 2006 — Нагорода за дії у галузі профілактики від громади Пітера Лейберта, Асоціація неповносправних громадян Алабами;
- 1998 — Нагорода за визначні досягнення, Американська асоціація дерматогріфіки;
- 1998 — почесний професор, Харківський державний університет, факультет фундаментальної медицини;
- 1999 — Нагорода Франкліна Сміта за визначні досягнення, штат Алабама;
- 2016 — Нагорода за визначні досягнення, Університет Південної Алабами, Асоціація медичних випускників[6]

## Членство
Американський коледж медичної генетики та геноміки;
Американське товариство педіатрів та педіатричних досліджень;
Американська академія педіатрії.

## Наукові праці
Д-р Вертелецький є автором багатьох наукових публікацій, а також медичних і освітніх навчальних модулів. Вибрані публікації та оригінальні медичні спостереження:
- Foglia, V.G., Fernandez-Collazo, E.L., Wesley, O.R., Wertelecki, W., Granillo, R.: Trastornos de la Reproduccion de La Rata Macho Diabetica. Rev. Soc. Argent. Biol. 37:127 (1961).
- Wertelecki, W; Schindler, A.M; Gerald, P.S (1966). Partial Deletion of Chromosome 18. The Lancet. 288 (7464): 641. doi:10.1016/S0140-6736(66)91964-7.
- Kennedy Jr, J. L; Wertelecki, W; Gates, L; Sperry, B. P; Cass, V. M (1967). The early treatment of phenylketonuria. American journal of diseases of children (1960). 113 (1): 16—21. PMID 6016173.
- Wertelecki, W., Lawton, T.J.: A Computer Program for Gathering Family History. Eighth IBM Medical Symposium, p. 165 (1967).
- Wertelecki, W; Mantel, N (1973). Increased Birth Weight in Leukemia. Pediatric Research. 7 (3): 132—8. doi:10.1203/00006450-197303000-00005. PMID 4511339.
- Niswander, J. D; Wertelecki, W (1973). Congenital malformation among offspring of epileptic women. Lancet. 1 (7811): 1062. PMID 4122140.
- Wertelecki, W; Graham Jr, J. M; Sergovich, F. R (1976). The clinical syndrome of triploidy. Obstetrics and gynecology. 47 (1): 69—76. PMID 1246396.
- Wertelecki, W; Superneau, D. W; Blackburn, W. R; Varakis, J. N (1982). Neurofibromatosis, skin hemangiomas, and arterial disease. Birth defects original article series. 18 (3B): 29—41. PMID 6814548.
- Wertelecki, Wladimir; Rouleau, Guy A; Superneau, Duane W; Forehand, Lois W; Williams, John P; Haines, Jonathan L; Gusella, James F (1988). Neurofibromatosis 2: Clinical and DNA Linkage Studies of a Large Kindred. New England Journal of Medicine. 319 (5): 278—83. doi:10.1056/NEJM198808043190505. PMID 3134615.
- Vogel, Hannes; Urich, Henry; Horoupian, Dikran S; Wertelecki, Wladimir (2008). The Brain in the 18q- Syndrome. Developmental Medicine & Child Neurology. 32 (8): 732—7. doi:10.1111/j.1469-8749.1990.tb08435.x. PMID 2210088.
- Wertelecki, Wladimir; Smith, Lynne T; Byers, Peter (1992). Initial observations of human dermatosparaxis: Ehlers-Danlos syndrome type VIIC. The Journal of Pediatrics. 121 (4): 558—64. doi:10.1016/S0022-3476(05)81144-8. PMID 1403389.
- Wertelecki, W (2010). Malformations in a Chornobyl-Impacted Region. Pediatrics. 125 (4): e836—43. doi:10.1542/peds.2009-2219. PMID 20308207.

Найновіші публікації:
- Carlson, Charles R; Uriu-Adams, Janet Y; Chambers, Christina D; Yevtushok, Lyubov; Zymak-Zakutnya, Natalya; Chan, Priscilla H; Schafer, Jordan J; Wertelecki, Wladimir; Keen, Carl L (2017). Vitamin D Deficiency in Pregnant Ukrainian Women: Effects of Alcohol Consumption on Vitamin D Status. Journal of the American College of Nutrition. 36 (1): 44—56. doi:10.1080/07315724.2016.1174091. PMC 5478197. PMID 28169608.
- Mesa, Diego A; Kable, Julie A; Coles, Claire D; Jones, Kenneth Lyons; Yevtushok, Lyubov; Kulikovsky, Yaroslav; Wertelecki, Wladimir; Coleman, Todd P; Chambers, Christina D (2017). The Use of Cardiac Orienting Responses as an Early and Scalable Biomarker of Alcohol-Related Neurodevelopmental Impairment. Alcoholism: Clinical and Experimental Research. 41 (1): 128—138. doi:10.1111/acer.13261. PMC 5205554. PMID 27883195.
- Balaraman, Sridevi; Schafer, Jordan J; Tseng, Alexander M; Wertelecki, Wladimir; Yevtushok, Lyubov; Zymak-Zakutnya, Natalya; Chambers, Christina D; Miranda, Rajesh C (2016). Plasma miRNA Profiles in Pregnant Women Predict Infant Outcomes following Prenatal Alcohol Exposure. Plos One. 11 (11): e0165081. Bibcode:2016PLoSO..1165081B. doi:10.1371/journal.pone.0165081. PMC 5102408. PMID 27828986.{{cite journal}}:  Обслуговування CS1: Сторінки із непозначеним DOI з безкоштовним доступом (посилання)
- Wertelecki, Wladimir; Chambers, Christina D; Yevtushok, Lyubov; Zymak-Zakutnya, Natalya; Sosyniuk, Zoriana; Lapchenko, Serhiy; Ievtushok, Bogdana; Akhmedzhanova, Diana; Komov, Oleksandr (2017). Chornobyl 30 years later: Radiation, pregnancies, and developmental anomalies in Rivne, Ukraine. European Journal of Medical Genetics. 60 (1): 2—11. doi:10.1016/j.ejmg.2016.09.019. PMID 27697599.
- Montag, Annika C; Hull, Andrew D; Yevtushok, Lyubov; Zymak-Zakutnya, Natalya; Sosyniuk, Zoryana; Dolhov, Viktor; Jones, Kenneth Lyons; Wertelecki, Wladimir; Chambers, Christina D (2016). Second-Trimester Ultrasound as a Tool for Early Detection of Fetal Alcohol Spectrum Disorders. Alcoholism: Clinical and Experimental Research. 40 (11): 2418—2425. doi:10.1111/acer.13232. PMC 5104277. PMID 27688069.
- Kable, Julie A; Coles, Claire D; Jones, Kenneth L; Yevtushok, Lyubov; Kulikovsky, Yaroslav; Wertelecki, Wladimir; Chambers, Christina D (2016). Cardiac Orienting Responses Differentiate the Impact of Prenatal Alcohol Exposure in Ukrainian Toddlers. Alcoholism: Clinical and Experimental Research. 40 (11): 2377—2384. doi:10.1111/acer.13221. PMC 5073038. PMID 27650880.
- Bandoli, Gretchen; Coles, Claire D; Kable, Julie A; Wertelecki, Wladimir; Granovska, Irina V; Pashtepa, Alla O; Chambers, Christina D (2016). Assessing the Independent and Joint Effects of Unmedicated Prenatal Depressive Symptoms and Alcohol Consumption in Pregnancy and Infant Neurodevelopmental Outcomes. Alcoholism: Clinical and Experimental Research. 40 (6): 1304—11. doi:10.1111/acer.13081. PMC 4889502. PMID 27129610.
- Wertelecki, Wladimir; Koerblein, Alfred; Ievtushok, Bogdana; Zymak-Zakutnia, Nataliya; Komov, Oleksandr; Kuznietsov, Illia; Lapchenko, Serhiy; Sosyniuk, Zoriana (2016). Elevated congenital anomaly rates and incorporated cesium-137 in the Polissia region of Ukraine. Birth Defects Research Part A: Clinical and Molecular Teratology. 106 (3): 194—200. doi:10.1002/bdra.23476. PMID 26871487.

## Поточні проекти
Ініціював тривалі дослідження популяційних частот вроджених вад розвитку (ВВР) у регіонах, уражених іонізуючою радіацією внаслідок Чорнобильської катастрофи в Україні та заснував Міжнародний благодійний фонд «ОМНІ-Мережа для дітей» — міжнародну неприбуткову організацію. Серед пріоритетних напрямків діяльності — створення вебсайтів, які підкреслюють роль клінічної медицини у ранньому візуальному розпізнаванні порушень розвитку, тератогенів (причин порушень розвитку), та важливість гуманітарних наук як основ медичної етики. Свідчення щодо епідемії вад невральної трубки (ВНТ) (спіна біфіда та аненцефалія) в Україні (частота в 3-4 рази вища, ніж у Західній Європі) та, зокрема, у Поліссі — регіоні, що постраждав унаслідок впливу Чорнобильської іонізуючої радіації, спонукали до створення ініціативи збагачення борошна фолієвою кислотою, як найбільш ефективного засобу профілактики у сфері громадського здоров'я.